# BMW M
La M GmbH, nota anche come BMW M o BMW Motorsport, è un'azienda automobilistica fondata nel 1972 come divisione sportiva della casa automobilistica tedesca BMW.

## Storia

### Gli inizi
Al momento della sua fondazione, nel maggio 1972, l'azienda aveva il nome di Motorsport GmbH: per questo motivo, viene ancora identificata con tale nome.
All'inizio, la Motorsport era una piccola divisione che contava solamente otto componenti, compreso il fondatore, Jochen Neerpasch, un ex-pilota BMW.
La Motorsport fu voluta dalla casa bavarese come appoggio per la realizzazione di vetture sportive, sia stradali che da competizione, visto il successo dei suoi modelli su entrambi i fronti in quegli anni.

### Le elaborazioni su base BMW

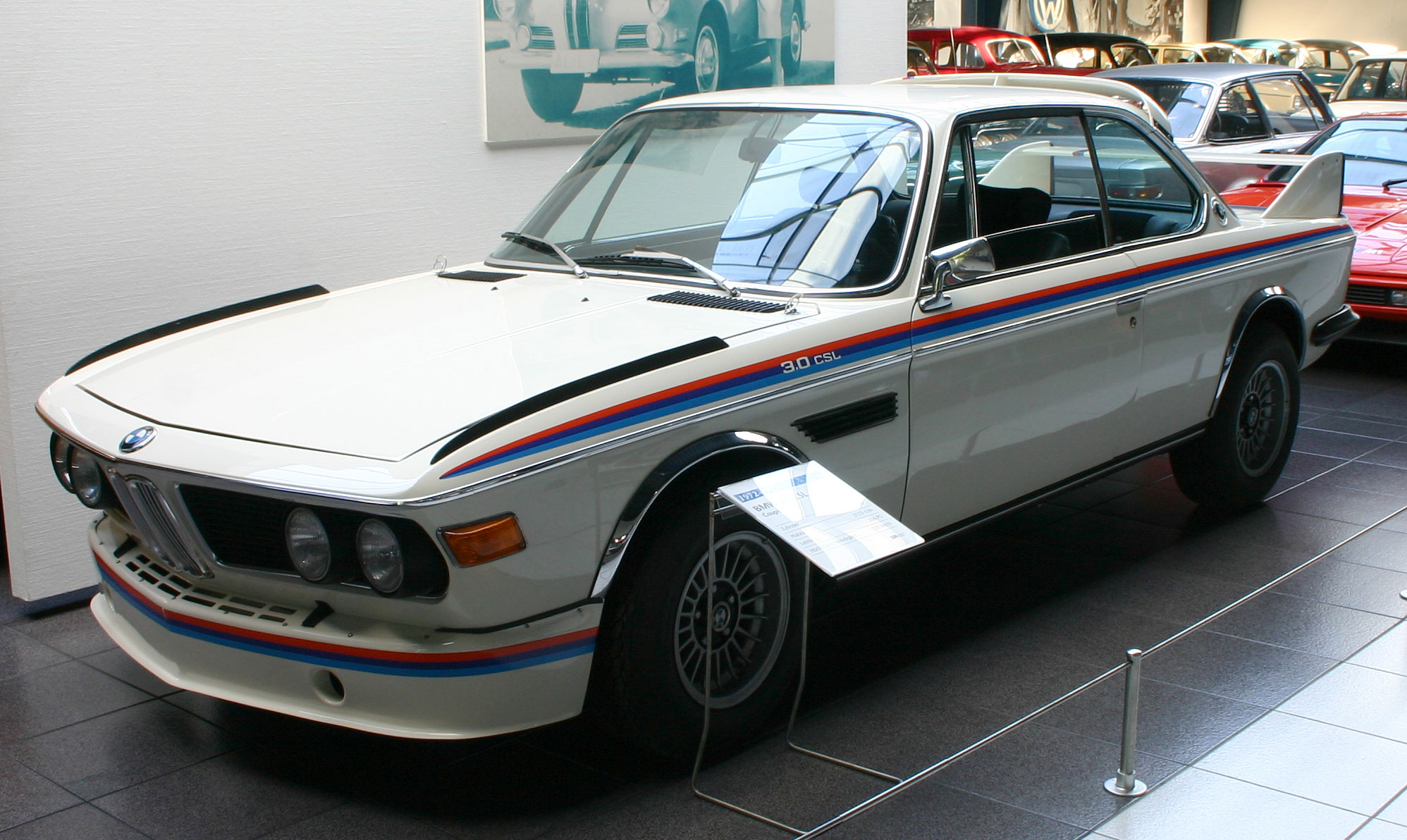
Una BMW 3.0 CSL "Batmobile" con strisce adesive Motorsport

Appena fondata, alla Motorsport fu assegnata la messa a punto e la realizzazione della BMW 3.0 CSL, utilizzata anche in gara, dove vinse su tutti i fronti. Nacque così anche la versione "Batmobile" di tale modello, così chiamata per le vistose appendici aerodinamiche. La versione stradale, prodotta in serie limitata, portava la firma Motorsport visibile attraverso l'utilizzo di strisce adesive di color rosso, viola e azzurro, i colori ufficiali appunto dell'omonima divisione.
Più o meno nello stesso periodo, alla Motosport fu affidato il compito di realizzare una vettura dalle alte prestazioni sulla base delle BMW 2002 in listino. Ciò che ne scaturì fu la BMW 2002 turbo, una vettura dalla potenza di 170 CV, al tempo elevata per un'auto stradale di quelle dimensioni, benché fosse stata poi utilizzata anche in ambito agonistico. Tale vettura, sebbene fosse stata prodotta per un periodo molto limitato ed in pochi esemplari, rimase nel ricordo di molti appassionati.
Nel 1975, la Motorsport cominciò a collaborare al progetto E26, che tre anni più tardi avrebbe dato origine alla BMW M1, una berlinetta sportiva utilizzata anche nello specifico Campionato ProCar.

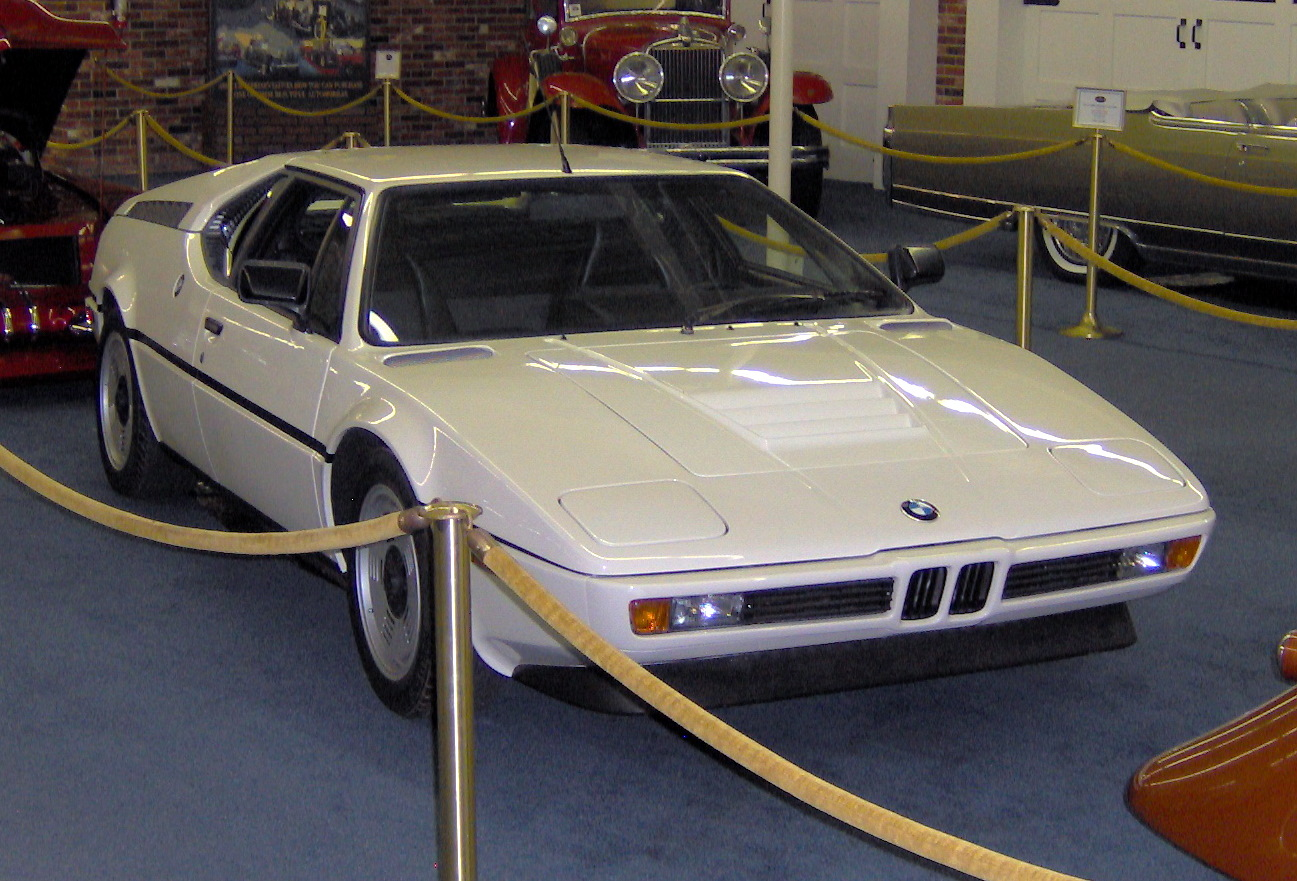
Una BMW M1 del 1981, prima vettura marchiata M

L'anno seguente, la BMW presentò l'ultima sua creazione ad alte prestazioni realizzata in collaborazione con la Motorsport: la M535i, una versione potenziata della Serie 5 in listino in quegli anni, in grado di raggiungere i 220 km/h grazie ad un motore da 3.5 litri di cilindrata in grado di erogare 218 CV di potenza massima, un valore notevole all'epoca. Tale modello fu il capostipite di tutta una serie di modelli BMW ad alte prestazioni, decisamente costosi e realizzati sulla base di modelli già esistenti. Da quel momento in poi l'attività della Motorsport si concentrò parecchio sulla produzione di modelli di quel tipo.
Nel 1984 la M535i fu proposta sulla base della berlina E28: stesso motore della versione precedente e stesse prestazioni, ma con uno stile più sportivo. Poco tempo dopo, sempre sulla base della Serie 5 E28, fu lanciato il modello di punta, la M5, capostipite di quella serie di BMW firmate Motorsport caratterizzate dalla denominazione a due caratteri: la M di Motorsport e la cifra della serie di appartenenza.

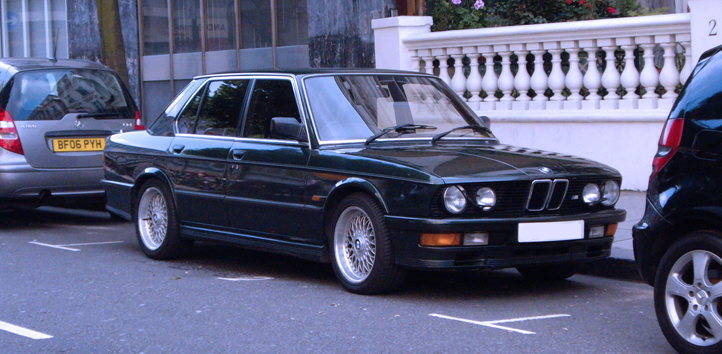
BMW M535i del 1983, prima vettura di serie della casa dell'elica rivisitata dalla divisione Motorsport

Nonostante il nuovo orientamento della Motorsport, non furono trascurate neppure le competizioni e durante la seconda metà degli anni ottanta lanciò la M3, pensata anche per un utilizzo in pista, prodotta in circa 17 000 esemplari, tra stradali e da competizione. Grazie a questa vettura, derivata dalle Serie 3 E30, la BMW si affermò in numerose competizioni a livello mondiale e continentale con oltre 1500 titoli in totale.

### Collaborazione con McLaren
La Motorsport continuò a proporre nuovi modelli: nel 1989 fu lanciata la BMW Serie 8 e nel 1990 ne fu realizzato un prototipo griffato Motorsport, denominato M8 Prototype, che montava un poderoso V12 da 6 litri.

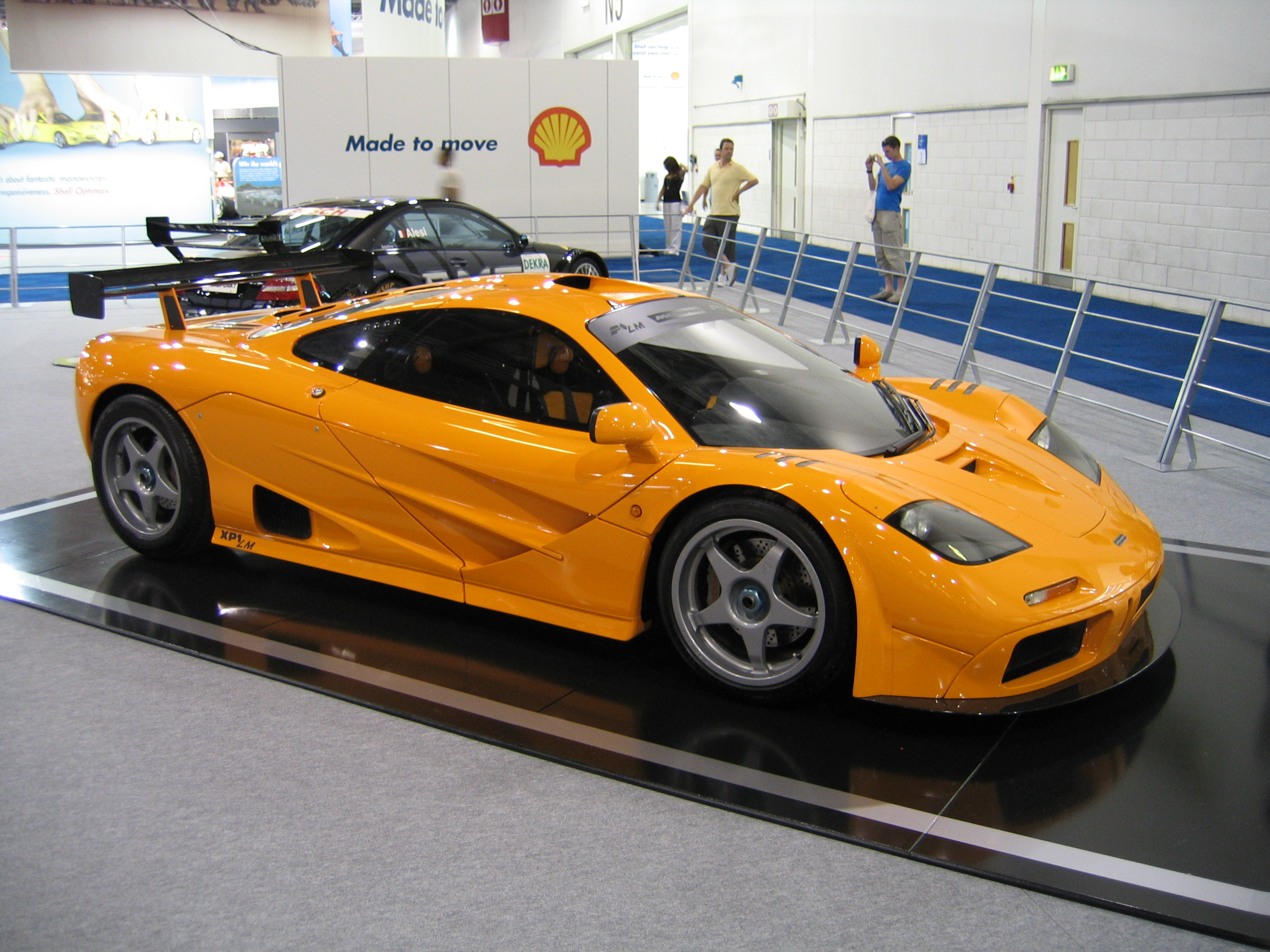
Una McLaren F1 LM

Visto lo scarso successo della Serie 8 in sé, però, tale modello non fu mai prodotto in serie. Il suo V12 fu però riutilizzato, dopo essere stato opportunamente riadattato, finì per essere montato su una delle Gran Turismo più prestanti ed esclusive di sempre: la McLaren F1, una vettura realizzata in un centinaio di esemplari e motorizzata proprio con il potente V12 portato a 6.1 litri, in grado di erogare 627 CV e di spingere la vettura a 386 km/h. Anche tale vettura fu impiegata in gara, dove si affermò in diverse competizioni, tra cui la 24 Ore di Le Mans del 1995: in questo caso le F1 schierate erano denominate F1 GTR. Tale vettura gareggiò nel Campionato FIA GT 1997 sotto le insegne del team BMW Motorsport, vincendo diverse gare ma perdendo il titolo dopo essere stata rimontata dal team Mercedes-AMG; sempre nello stesso anno arrivano il 2º e il 3º posto assoluto alla 24 Ore di Le Mans 1997.

### Periodo Sport-Prototipo

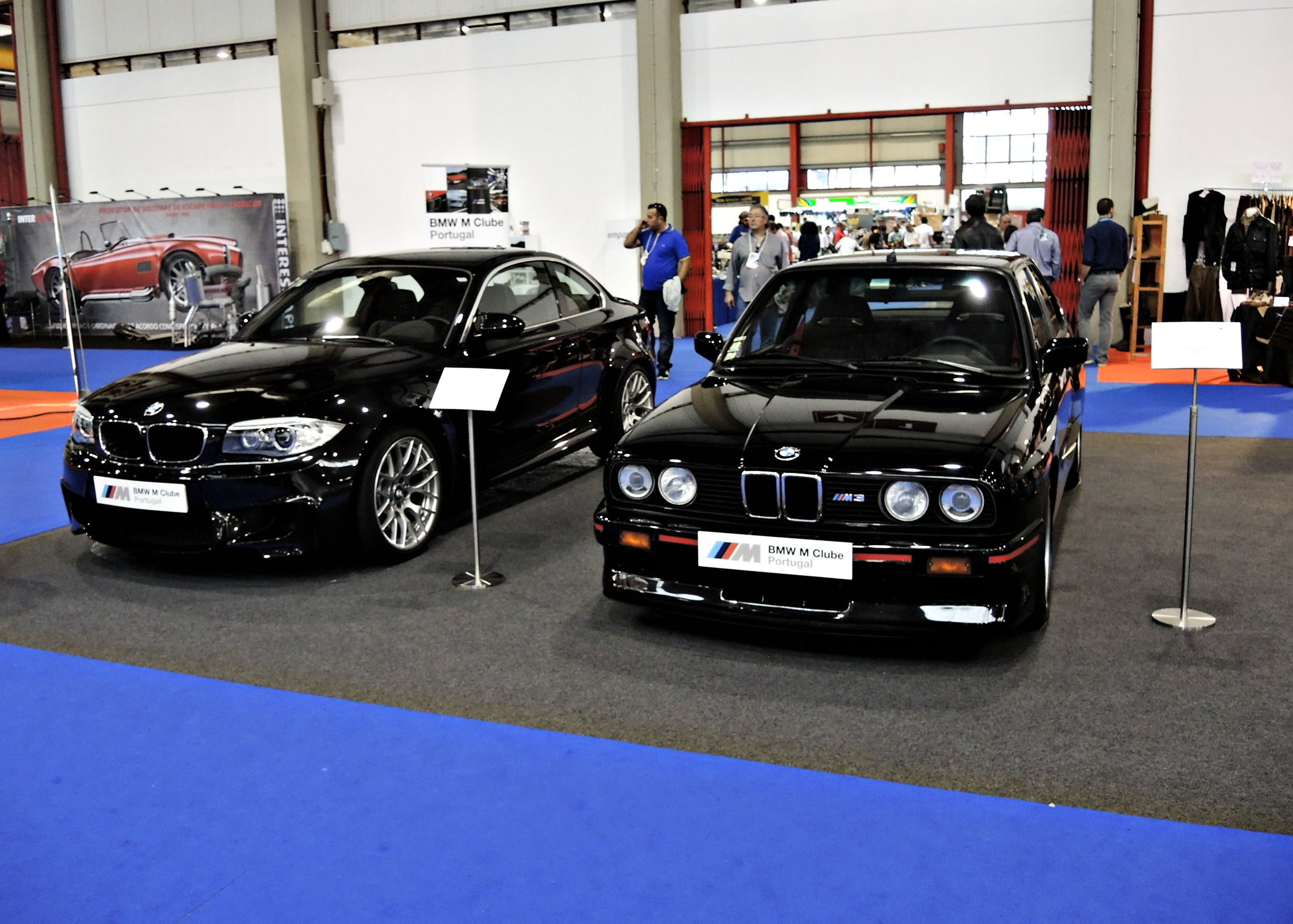
Da destra, una BMW 1 M e M3 E30

Nel periodo 1998-2000 l'impegno del team passa alla gestione di un programma nelle gare endurance, in collaborazione con la squadra Williams F1 viene allestita una sport aperta, denominata BMW V12 LM per gareggiare nella 24 Ore di Le Mans 1998, corsa nella quale i due prototipi bavaresi sono costretti al ritiro per problemi ai cuscinetti dei mozzi ruota. L'anno seguente viene presentata l'evoluzione della sport, la BMW V12 LMR, con tale vettura la squadra ottiene prestigiosi successi, vincendo la 12 Ore di Sebring e la 24 Ore di Le Mans 1999.
Nel frattempo furono lanciate le nuove versioni della M5 e della M3. Alla fine degli anni novanta arrivò anche la nuova M5, basata sulla serie E39 e all'inizio del nuovo millennio, anche la nuova M3.
Oggi la Motorsport è ancora molto attiva ed ha realizzato anche nuovi modelli basati sulle roadster e coupé Z4, nonché le nuove berline M3 ed M5, le coupé M6 ed M8 e le inedite M2 e M4.

## Effigie e colori ufficiali

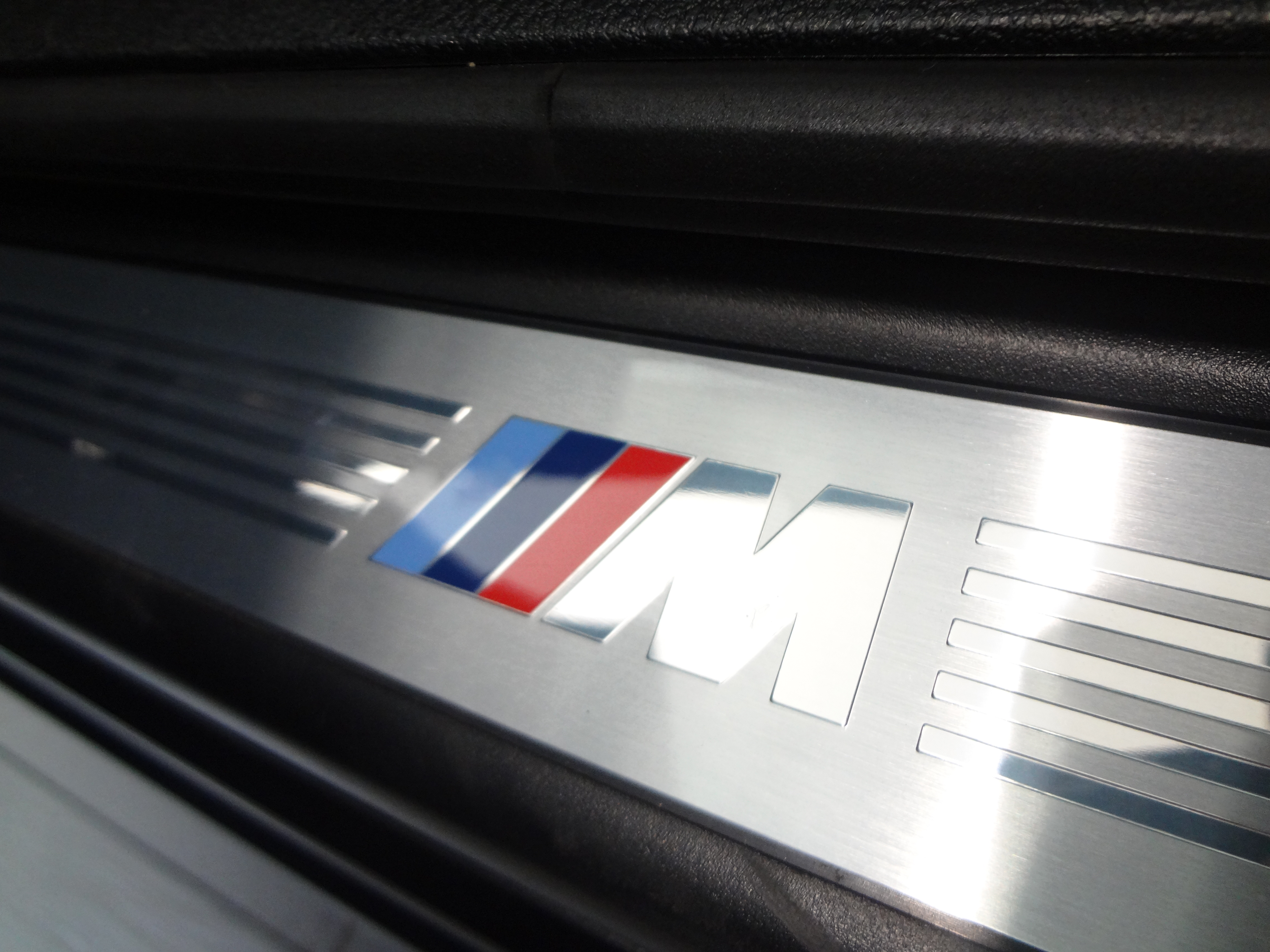
Dettaglio del logo "M", detto anche "Giugiaro M", con i colori azzurro, blu (in origine viola) e rosso.

Il logo della Motorsport originario è una "M" argentata abbinata ai colori azzurro, viola e rosso.
Nel 1972 i collaboratori BMW incaricati della ricerca dei colori per il reparto Motorsport erano Jochen Neerpasch (direttore del reparto corse e co-amministratore di BMW Motorsport), Wolfgang Seehaus (designer di interni) e Manfred Rennen (designer di esterni).
L’azzurro è un richiamo al colore del logo BMW, che si rifà all'azzurro bavarese; il rosso era il colore delle gare automobilistiche; il viola rappresenta l’unione di questi due colori. I colori furono scelti anche perché ben riconoscibili nelle foto in bianco e nero.

Arturo Merzario nel 1980 al Giro Automobilistico d'Italia, con indosso una giacca BMW in cui il logo dell'elica è abbinato ai colori della divisione Motorsport.

Marc Thiesbürger, esperto di storia dell’automobile e degli sport automobilistici di BMW, basandosi su fonti di archivio e interviste, sostiene che l'azzurro rappresenta la BMW, il rosso si ispira probabilmente alla società Texaco e il viola è il colore che si ottiene mescolando azzurro e rosso. In realtà le trattative per la sponsorizzazione di Texaco si erano concluse senza successo alla fine del 1972; il designer Seehaus aveva inoltre proprio lavorato sul logo della Texaco per le BMW da corsa. Il designer Rennen ha invece smentito che Texaco abbia avuto un ruolo nella creazione dello schema cromatico.
L'effetto ottico, soprattutto date l'esigue dimensioni dei loghi e stemmi, e la presenza dell'azzurro lo facevano sembrare diverso poiché nella combinazione usata in origine c'era appunto un viola tendente al blu scuro (codice vernice BMW GLASGRUIT 4004, che infatti è identificato con violett blue).
Il trittico di colori ha debuttato nel 1973 sulla BMW 3.0 CSL, diventata un’icona di BMW, la cosiddetta "auto a strisce".
La lettera M viene utilizzata per la prima volta come parte del logo nel 1978, con la presentazione della BMW M1. L'inclinazione delle linee verticali e della "M" nel logo, chiamato anche "Giugiaro M" perché disegnato dallo studio Italdesign diretto da Giorgio Giugiaro, rappresenta la dinamicità e la velocità dei modelli BMW M.
Nel corso degli anni, il design della M e delle strisce si è evoluto nel tempo: il viola è diventato blu e l'ultimo aggiornamento è avvenuto nel marzo 2020, cambiando la M in bianco.